# 新疆生产建设兵团广播电视台
43°48′36″N 87°38′39″E / 43.81001°N 87.64412°E
新疆生产建设兵团广播电视台是中国新疆维吾尔自治区的一家省级电视台，隶属于新疆生产建设兵团。新疆生产建设兵团广播电视台节目信号覆盖乌鲁木齐和新疆生产建设兵团12个地区（阿克苏、库尔勒、喀什、伊犁、博乐、五家渠、奎屯、石河子、塔城、阿勒泰、哈密、和田）共14个师以及其他省份。

## 历史
新疆生产建设兵团广播电视台的前身是1985年初开始筹建的新疆生产建设兵团电视录制中心。1987年3月7日，经新疆生产建设兵团政治部批准，兵团电视录制中心正式挂牌。1993年开始在兵团电视录制中心的基础上筹建新疆生产建设兵团有线电视台，并于5月开始试播。1994年3月25日，新疆生产建设兵团办公厅批复，同意建立新疆生产建设兵团有线电视台；1994年7月19日，中华人民共和国广播电影电视部同意成立新疆生产建设兵团有线电视台，同时保留兵团电视录制中心牌子。
2021年1月20日，中华人民共和国人力资源和社会保障部、国家广播电视总局和国家新闻出版署授予新疆生產建設兵團廣播電視台衛星地球站等228個單位“全國新聞出版廣播影視系統先進集體”稱號。

## 频道列表

### 电视服务
| 頻道名稱 | 语言   | 广播格式                    | 啟播時間                                           | 频道前身                              | 備註 |
| 兵团卫视 | 普通話 | SD: PAL 576i 16:9 HD: 1080i | 标清版：1994年7月19日 高标清16:9同播：2016年7月1日 | 新疆生产建设兵团有线电视台 兵团电视台 |      |

### 广播服务
| 頻道名稱                  | 语言   | 频道频率 | 啟播時間     | 频道前身 | 備註 |
| 兵团之声 （兵团综合广播） | 普通話 | FM88.2   | 2014年1月6日 |          |      |